# Смит, Оуэн
Оуэн Смит (англ. Owen Smith; род. 2 мая 1970, Моркам, Ланкашир) — британский политик, член Лейбористской партии, теневой министр по делам Уэльса (2012—2015), теневой министр труда и пенсий (2015—2016).

## Биография

### Ранние годы
Родился 2 мая 1970 года в Моркаме (Ланкашир), сын валлийского историка профессора Дэвида «Дая» Смита. Окончил среднюю школу в Барри (Уэльс), затем — университет Сассекса, где изучал историю и французский язык.
Работал продюсером радиопрограммы Today на BBC Radio 4 и в новостной телепрограмме валлийского подразделения BBC Dragon’s Eye.

### Политическая карьера
В 2002—2005 годах Смит был специальным советником Пола Мёрфи как министра по делам Уэльса и затем — Северной Ирландии.
В 2006 году Смит выставил свою кандидатуру на дополнительных выборах в избирательном округе Блэйно Гвент (графство Гвент в Уэльсе), но потерпел поражение. В это время он работал лоббистом фармацевтической корпорации Pfizer, откуда в 2008 году перешёл в занятую в той же сфере компанию Amgen.
В 2010 году избран в Палату общин Великобритании от другого валлийского округа — Понтипридд. В 2010—2011 годах являлся теневым министром по делам Уэльса, в 2011—2012 годах — теневым секретарём казны Казначейства.
15 мая 2012 года стал теневым министром по делам Уэльса в теневом кабинете Эда Милибэнда.
В 2015 году переизбран в своём округе Понтипридд с результатом 41,1 % против 17,3 % у сильнейшего из его соперников — кандидата Консервативной партии Энн-Мари Мэсон.
13 сентября 2015 года назначен теневым министром труда и пенсий в лейбористском теневом кабинете Джереми Корбина.
27 июня 2016 года ушёл в отставку и призвал Корбина уйти в отставку с поста лидера партии. 13 июля подтвердил, что заинтересован в выдвижении собственной кандидатуры на этот пост.
14 июня 2017 года, после относительного успеха лейбористов на парламентских выборах, позволивших им увеличить представительство в Палате общин и лишить консерваторов абсолютного большинства, Смит вернулся в теневой кабинет Корбина на должность теневого министра по делам Северной Ирландии.
23 марта 2018 года Корбин потребовал отставки Смита после того, как тот публично продемонстрировал несогласие с политикой партии, высказавшись по завершении переговоров с Евросоюзом о выходе Великобритании из ЕС по решению референдума 2016 года за проведение нового плебисцита по данному вопросу (его место в теневом кабинете занял Тони Ллойд).